# Homoranthus papillatus
Homoranthus papillatus är en myrtenväxtart som beskrevs av Norman Brice Byrnes. Homoranthus papillatus ingår i släktet Homoranthus och familjen myrtenväxter. Inga underarter finns listade i Catalogue of Life.